# Le cinesi

Le cinesi (Les Chinoises) est un opéra en un acte composé par Christoph Willibald Gluck. Le livret italien dont Métastase est l'auteur fut d'abord mis en musique par Antonio Caldara en 1735.  En termes plus précis, l'œuvre est souvent qualifiée d'azione teatrale (action théâtrale), par opposition à festa teatrale (fête théâtrale), pour indiquer qu'elle n'était pas destinée à un événement solennel tel que des festivités de cour, un mariage ou une fête. Elle fut interprétée pour la famille royale d'Autriche au Château de Hof à Engelhartstetten le 24 septembre 1754, à l'occasion de la visite de l'impératrice Marie-Thérèse à la maison de Saxe-Hildburghausen.
L'œuvre a aussi été considérée comme une satire des conventions contemporaines de l'opéra,.

## Rôles
| Rôle                                                           | Voix      | Distribution à la première, le 24 septembre 1754 |
| -------------------------------------------------------------- | --------- | ------------------------------------------------ |
| Lisinga, jeune Chinoise de la noblesse                         | contralto | Vittoria Tesi                                    |
| Silango, jeune Chinois, frère de Lisinga et amoureux de Sivene | ténor     | Joseph Friebert                                  |
| Sivene, jeune Chinoise, amie de Lisinga                        | soprano   | Theresia Heinisch                                |
| Tangia, jeune Chinoise, amie de Lisinga                        | contralto | Katharina Starzer                                |

## Synopsis
Les Chinoises du titre sont Lisinga et ses deux amies, Tangia et Sivene. Le seul autre personnage est le frère de Lisinga, Silango, qui revient de l'Europe. Pour le divertir, elles chantent des arias de styles contrastés :
- Lisinga chante une scène tragique dans le personnage d'Andromaque.
- Silango et Sivene chantent un duo pastoral en berger et en bergère. Les deux éprouvent déjà des sentiments amoureux l'un pour l'autre.
- Tangia, qui envie l'affection de Silango pour Sivene, chante une aria comique où l'on se moque d'un jeune dandy Parisien qui se tient devant un miroir et fait ainsi indirectement la satire de Sivene.

Les personnages conviennent que chaque style a ses défauts. L'opéra se termine par un quatuor vocal. À la première, il fut suivi d'un ballet de Joseph Starzer, Le Jugement de Pâris.

## Enregistrements
- Deutsche Harmonia Mundi EL 16 9575 1 : Isabelle Poulenard, Gloria Banditelli, Anne Sofie von Otter, Guy de Mey, Orchestre de la Schola Cantorum de Bâle, René Jacobs, chef d'orchestre[5].